# Cartilla de Vacunación (México)
La cartilla de vacunación es un documento de salud mexicano destinado al registro individual de la aplicación de vacunas. Es definida por la Norma Oficial Mexicana NOM-036-SSA2-2012 como el «documento gratuito, único e individual, expedido por la autoridad sanitaria para su uso en toda la República Mexicana que se utiliza para el registro y control de las acciones del Paquete Garantizado de Servicios de Salud. En donde se registran los lunares entre otras acciones en salud, los tipos y las dosis de vacunas aplicadas a la persona; según los diferentes grupos de edad y etapas de la vida». Actualmente se consideran cinco grupos.
1. Niñas y niños de 0 a 9 años.
2. Adolescentes de 10 a 19 años.
3. Mujer adulta de 20 a 59 años.
4. Hombre adulto de 20 a 59 años.
5. Del Adulto Mayor (personas de 60 años y más).

## Antecedentes históricos
La cartilla de vacunación inició como un programa piloto en 1974 en Aguascalientes, estado en el que «el Consejo Estatal de Salud, asistido por expertos nacionales e internacionales en materia de inmunizaciones, aprobó la instrumentación del carnet único de vacunación, previo un acuerdo favorable interinstitucional».
El reconocimiento de la cartilla como un instrumento valioso y efectivo para resguardar la salud de la población fue tal que el 20 de octubre de 1978 se publicó en el Diario Oficial de la Federación el Decreto Presidencial la existencia de la Cartilla Nacional de Vacunación, la cual en un principio únicamente tenía como público objetivo a los niños menores de 5 años de edad. 
«El 6 de marzo de 1998 se publicó en el órgano de difusión oficial el Decreto por el que se establece la Cartilla Nacional de Salud de la Mujer con el objeto de que, desde el inicio de la edad reproductiva, las mujeres contaran con un instrumento que facilitara el seguimiento de su estado de salud y el […] el 25 de junio de 2002 se publicó en el Diario Oficial de la Federación la Ley de los Derechos de las Personas Adultas Mayores, que señala que corresponde a las instituciones del Sector Sa
Durante el Plan de Desarrollo 2001-2006, se consideró que aún existían grupos que no estaban comprendidos en las castillas existentes y se decidió dividir a la población en cuatro grupos etarios:
- I. De Vacunación, que registrará las acciones de prevención en la salud de los individuos desde su nacimiento hasta los 19 años de edad;
- II. De Salud de la Mujer, que registrará las acciones de prevención en la salud de las mujeres de los 20 a los 59 años de edad;
- III. De Salud del Hombre, que registrará las acciones de prevención en la salud de los hombres de los 20 a los 59 años de edad, y
- IV. De Salud del Adulto Mayor, que registrará las acciones de prevención en la salud de las mujeres y los hombres a partir de los 60 años de edad.

A raíz de la contingencia por la influenza tipo A H1/N1, en 2009, la Secretaría de Salud y la Secretaría de Educación Pública (SEP), emitieron un acuerdo en donde se establecía a la Cartilla de Vacunación Nacional como un requisito indispensable al momento de la inscripción del alumno a cualquier escuela registrada ante la SEP.
En 2012, la Cartilla sufrió otra modificación, la cual fue publicada en la NOM-036-SSA2-2012. En esta se segmentó el grupo de 0 a 19 años en dos: niñez (de 0 a 9 años de edad) y adolescencia (10 a 19 años de edad). En esta NOM se describen las vacunas disponibles en el país, así como los procedimientos óptimos para su aplicación. Esta norma «tiene como propósito asegurar la protección de toda la población susceptible, así como de los grupos de riesgo en el país, contra las enfermedades que se previenen mediante la vacunación o se tratan con la aplicación de productos biológicos como inmunoglobulinas o faboterápicos (sueros)».